# 関西福祉科学大学
関西福祉科学大学（かんさいふくしかがくだいがく、英語: Kansai University of Welfare Sciences）は、大阪府柏原市旭ヶ丘3-11-1に本部を置く日本の私立大学。1942年創立、1997年大学設置。大学の略称は福科大（ふっかだい）。

## 概要
1997年（平成9年）社会福祉学部　社会福祉学科の単科大学として開学、2003年（平成15年）に新たに3つの学科が新設された。2011年（平成23年）より保健医療学部　リハビリテーション学科が新たに加わり、3学部5学科2専攻になった。敷地内には短大・高校・幼稚園を有し「玉手山学園」と称する。玉手山学園は2012年（平成24年）に学園創立70周年を迎えた。2016年（平成28年）4月には心理科学部心理科学科、教育学部教育学科を開設し、5学部6学科となった。

### 建学の精神
- 「感恩」

人は　さまざまな恩恵のもとで　生かされている
この真理に目覚め　感動 感謝から生まれる　豊かな心と情熱をもって
人の幸せを願い　行動するとき　私たちは成長し社会に貢献できる
～「ありがとう」に出会い　気づき　感動 感謝の行動から　新しい「ありがとう」が 生まれる～

### 関西福祉科学大学の使命
関西福祉科学大学は、建学の精神「感恩」を心得、実践する人を育成し、豊かな未来社会を作る。その達成に向け良質の教育活動と、活発な知的創造・研究活動を行う。

### 大学の教育理念
学園建学の精神「感恩」の構造化と具現化、その実践を支える「臨床福祉」の精神、「豊かな人間性」の涵養が関西福祉科学大学の教育理念である。「臨床福祉」とは「支援するものとされるもの」が、互いの人格を認め合い、自らの将来に意欲を持って立ち向かうように支援することを意味するものである。臨床福祉の精神が目指すものは単なる負の克服にとどまらない、より高次の積極的価値の生成である。

### 大学の教育目的・目標
福祉科学の知識と技能を体得し、建学の精神「感恩」に基づき、人の幸せを願う豊かなこころで、「臨床福祉」の精神に支えられた福祉科学を実践する人の育成　～笑顔 あいさつ 優しさを大切にし 豊かな学生生活を創る～

## 学部・学科
- 社会福祉学部
  - 社会福祉学科
- 心理科学部
  - 心理科学科
- 健康福祉学部
  - 健康科学科
  - 福祉栄養学科
- 保健医療学部
  - リハビリテーション学科
    - 理学療法学専攻
    - 作業療法学専攻
    - 言語聴覚学専攻
- 教育学部
  - 教育学科
    - 子ども発達教育専攻(2022年再編)

## 大学院
- 社会福祉学研究科
  - 臨床福祉学専攻
  - 心理臨床学専攻（修士課程のみ）

## 学内施設
大学本館
バリアフリー設計の近代的な建物。講義室・演習室をはじめ、研究室・実習室・食堂・コンビニエンスストア等の施設・設備が揃っている。
大学2号館
授業が行われる講義棟。少人数から多人数まで対応できる講義室・演習室のほか、自然光が入るエントランス・学生ホールは学生の憩いの場や自習スペースとして利用されている。
大学3号館
調理実習室や音楽室、養護看護実習室等を備えている。
大学4号館
理学療法、作業療法、言語聴覚などの本格的な実習室を備えている。300人収容の大講義室や少人数向けの演習室があるほか、リハビリテーションの設備が充実している。
大学5号館
学友会などの学生団体が使用する専用フロア、学生のための厚生スペースのほか、リハビリテーション関連の実習室も備えている。
大学6号館
小学生用模擬授業実践室や保育実践室をはじめ、ML教室、図工・被服室、理科室を備え、教育学部の授業に必要な施設設備を整っている。
学園総合体育館“Do夢”
大学開学10周年を記念して建設された総合体育館。トレーニングルームや武道場など、様々な施設を備えている。
学園本館
母体である学校法人玉手山学園の本館。1階には食堂（Tamacafe）があり、ランチ・カフェなど学生が多く利用している。また、4階には2019年に完成した給食経営管理論実習室も備わっている。
学園2号館
2020年5月に竣工した、授業でも使用する学園2号館。2階にはカフェ（コモンズカフェ）が併設されており、憩いの場となっている。ラーニングコモンズも併設されており、授業の合間や放課後に学修できる空間が整ってる。
記念講堂
入学式や卒業式など、さまざまな行事が執り行われる。学園全体で利用されている。

## 学生食堂・カフェ・コンビニエンスストア
敷地内には、学生食堂、カフェ、コンビニエンスストアがある。
コモンズカフェ
2020年に完成した学園2号館2階にあるカフェ。軽食、デザート、飲み物等のメニューがある。
Tama Cafe
学園本館1階にある学生食堂。大学・短大生のほか、附属の関西福祉科学大学高等学校の生徒も利用する。ここでは食堂メニューのほかに、お弁当やおにぎり、パン、サンドイッチなど手軽に持ち運べるものも販売されている。高校生も利用するとあって、学園内に2つある食堂・カフェのうち最もボリュームがある。
コンビニエンスストア（丸善キャンパスショップ）
大学本館1階で営業している。食品、文房具、書籍等が揃う。文房具や書籍は10％OFFで購入することができる。ポイントカードがあり、100円で1ポイント押印され、40ポイントたまると200円の金券として使用することができる。また、給湯器が備え付けてあるので、カップめん等を購入して食する学生も多い。

## クラブ・サークル・同好会
- 2022年1月現在、クラブ 12団体、サークル 15団体、同好会3団体

クラブ
- 合気道部（全日本学生選手権での優勝経験有り）
- イラスト部 PiA
- 硬式テニス部
- サッカー部
- 手話部 おれんじの木
- 吹奏楽部
- 軟式野球部
- バスケットボール部 KWS
- バドミントン部
- バレーボール部
- ハンドボール部
- 卓球部

サークル
- 演劇サークル MoMo
- 赤十字奉仕団
- 軽音サークル
- ソフトテニスサークル
- ダブルダッチサークル BE!POP
- ダンスサークル BBC
- ダンスパフォーマンスサークル Link
- バスケットボールサークル さくら
- フットサルサークル チキンず
- ボランティアサークル マナ
- ボランティアサークル リンク
- ボランティアコミュニティ Wa!
- バドミントンサークル
- アルティメットサークル 円-madoka-
- 沖縄県人会

同好会
- 陸上同好会
- 感恩同好会
- 虹

## 大学関係者

### 教員
- 畠中宗一 （大学院社会福祉学研究科長、社会福祉学科教授）- 【専門分野：家族臨床福祉学】

### 出身者
- 森川貴嗣（2017大学院修士課程修了、ラッパー、四国学院大学助教、臨床心理学、音楽心理学）

## キャリアサポート
- 社会福祉士国家試験合格実績　20年連続　大阪府1位　42名合格　（2021年3月卒業生実績（既卒含む））
- 教員採用試験（養護教諭）免許取得者　1～15期生で1000名を突破
- 管理栄養士国家試験合格実績　94.8％　（58名中55名合格、2021年3月卒業生実績）
- 理学療法士国家試験合格実績　83.6％　（67名中56名合格、2021年3月卒業生実績）
- 作業療法士国家試験合格実績　89.6％　（48名中43名合格、2021年3月卒業生実績）
- 言語聴覚士国家試験合格実績　80.8％　（26名中21名合格、2021年3月卒業生実績）

## 進路状況
令和3年度卒業生（2021年（令和3年）5月1日現在）
- 就職率（就職率＝（就職決定者÷就職希望者）×100）
  - 本学全体97.8％
  - 社会福祉学科94.9％（進学者数9名（進学希望者9名中））
  - 心理科学科94.3％（進学者数7名（進学希望者7名中））
  - 健康科学科97.3％（進学者数4名（進学希望者4名中））
  - 福祉栄養学科100％
  - リハビリテーション学科理学療法学専攻100％
  - リハビリテーション学科作業療法学専攻100％
  - リハビリテーション学科言語聴覚学専攻100％

## 大学付属機関

### 整形外科リハビリ診療所
- 2013年9月、関西福祉科学大学の研究成果を活かし、質の高いマンツーマンのリハビリテーションの提供ができる施設として開設。内科・整形外科・リハビリテーション科を有し、地域に根ざした診療所として最適な治療が行える環境を整えている。保健医療学部の実習先として、患者とのふれあいや実践的な経験を積む教育の場としても活用している。

### 心理・教育相談センター
- 地域社会に根ざした臨床機関として、臨床心理士などの資格をもつ専属カウンセラーが一般の方々からの心理相談を受け付けている。また、大学院生の実習の場としても活用されており、専属カウンセラーの指導のもとカウンセリングの技法や心理療法を学んでいる。

### EAP研究所
- EAP（Employee Assistance Program）とは従業員支援プログラムであり、職域のストレス・メンタルヘルス問題解決のための研究活動を行っている。関西福祉科学大学EAP研究所は産学協同による日本で初めての研究所として、働く人々のこころの問題をケアし、働きやすい職場環境となるよう実践的な研究を行っている。

## 交通アクセス
- 最寄り駅：近鉄大阪線河内国分駅下車徒歩約12分または大阪教育大前駅下車徒歩約10分。
  - JR大和路線高井田駅より徒歩約20分
- 通学バス：近鉄南大阪線古市駅・JR大和路線高井田駅からスクールバス運行。

## 併設学校
- 関西女子短期大学
- 関西医療技術専門学校
- 関西福祉科学大学高等学校
- 関西女子短期大学付属幼稚園